# Calamintha nepeta subsp. sylvatica
Calamintha nepeta subsp. sylvatica é uma subespécie de planta com flor, pertencente à família das Labiadas e ao tipo fisionómico dos caméfitos. É comummente conhecida como lêveda .    

## Nomes comuns
Além do nome comum «lêveda», esta subespécie é ainda conhecida pelos seguintes nomes comuns: poejo-da-serra e erva-azeitoneira.

### Etimologia
Quanto ao nome científico desta espécie:
- O nome genérico, Calamintha, provém do grego clássico, tratando-se da aglutinação dos étimos kalos (bela) e mintha (menta), significando, por isso «menta bonita».[5]

- O epíteto específico, nepeta,  provém do latim, tratando-se de uma declinação do étimo, nĕpĕta que aludia à nêveda italiana[6]( actual espécie Nepeta Italica)[7].

- O epíteto subespecífico, sylvatica, também provém do latim, tratando-se da inflexão do étimo sylvaticus[8], que significa «do bosque; silvestre».[9]

Do que toca aos nomes comuns: 
- O nome comum «lêveda» trata-se de uma corruptela regional do substantivo «nêveda», que é o nome comum atribuído à espécie Calamintha nepeta.[3]
- O nome comum «erva-azeitoneira» deve-se ao facto desta planta ser usada para aromatizar azeitonas em conserva.[10]

## Descrição
Trata-se de uma espécie herbácea e pubescente. Tem uma base lenhosa, de onde brotam vários estolhos pouco ramificados, que podem ascender até aos 80 centímetros  de comprimento.
Do que toca às folhas, estas exibem um feitio que alterna entre o ovada e o arredondado, com margens crenadas e rematando em pontas que variam entre o acuminado e o obtuso.
Relativamente às inflorescências, estas manifestam-se sobre a forma de verticilos moles, com corímbos com poucas flores. As bractéolas costumam ser mais curtas do que as flores. Nas flores, a corola pode medir entre de 7 e 14 milímetros, apresentando uma coloração rosada, com marcas púrpuras no lábio inferior.

## Distribuição

### Portugal
Trata-se de uma espécie presente no território português, marcando presença no arquipélago da Madeira.

### Ecologia
Trata-se de uma espécie ruderal e, embora seja uma é uma indiferente edáfica, privilegia os sítios secos e áridos, medrando em zonas rochosas e em ermos baldios.

## Usos

### Culinária
Dadas as propriedades aromáticas desta planta, cujo odor lembra o da menta, a erva-das-azeitonas é amiúde usada nas conservas de azeitona. Com efeito, esta espécie tem ainda outras utilidades culinárias, sendo usada na preparação de chás e saladas.

### Medicina
No âmbito da etnobotânica esta espécie foi usada historicamente na preparação de infusões para combater a tosse e a rouquidão, amiúde misturada com folha de castanheiro.
Também foi usada na confecção de mezinhas empregues para tratar da dor dentes, em que era macerada com sal e aplicada nas gengivas.